# I naufraghi del Poplador
I naufraghi del Poplador è un romanzo di Emilio Salgari pubblicato in edizione integrale da Treves nel 1895 e illustrato dall'artista ferrarese Arnaldo Ferraguti. In precedenza era uscito a puntate dal 5 luglio al 27 dicembre 1894 sul settimanale Giornale dei fanciulli dello stesso editore.

## Trama
Nel 1847, durante la guerra tra Messico e Stati Uniti d'America, il capitano Pablo Guzman de Noceitoz, comandante della vecchia corvetta Poplador, riceve dal neopresidente Santana l'ordine di recarsi nelle acque della Nuova California per aiutare i partigiani della repubblica che combattono contro gli yankees. Salpa quindi da Acapulco con un equipaggio raccozzato alla meglio, di cui solo una parte è, come lui, devota al Messico. 
Il Poplador dà la caccia ad un piroscafo americano, ingaggia battaglia e riesce ad affondarlo, ma ne esce talmente danneggiato che il primo uragano lo fa naufragare sulle coste dell'isola Cedros. Dopo un paio di settimane, un veliero yankee un po' antiquato, la Richmond, getta l'ancora per rinnovare la provvista d'acqua: i naufraghi sorprendono prima la squadra scesa a terra, quindi, rientrando con le scialuppe della nave stessa, l'equipaggio americano, e si impadroniscono del vascello. Qui liberano undici californiani e li arruolano per continuare la guerra per il Messico, ma il loro capo Hearney sobilla una buona parte dell'equipaggio per convincerli a darsi alla pirateria nei mari australi. Guzman lo affronta, facendo scoppiare la ribellione: i marinai messicani vengono uccisi, mentre il capitano, il timoniere mastro Josè e il secondo, il genovese Michele Galla, vengono imprigionati. Poiché nessuno degli ammutinati è in grado di navigare in alto mare, decidono di offrire il ruolo di capitano a mastro Josè. Questi finge di accettare, ma poi fa ubbriacare Hearney e libera Guzman e Michele per fuggire sul canotto, facendo saltare la Richmond. I tre tentano di dirigersi a est, ma le tempeste li spingono a sud e ad ovest. Sopravvivono ad uragani, squali e capodoli e infine sbarcano su un'isola dell'arcipelago delle Marchesi. I selvaggi li accolgono amichevolmente, ma pretendono che curino il loro capo e quando questi muore li rinchiudono in una capanna. I naufraghi approfittano della notte per fuggire e riescono ad attirare l'attenzione di un brigantino peruviano, che li raccoglie e li sbarca a Melburne. Quando infine i tre tornano in patria, nel gennaio del 1848, il Messico è praticamente sconfitto.